# Мартелы (Верещагинский район)
Мартелы — деревня в Верещагинском районе Пермского края. Входит в состав Путинского сельского поселения.

## Географическое положение
Деревня расположена примерно в 15 км к юго-западу от административного центра поселения, села Путино, и в 3 км от границы с Удмуртией.

## Население
| 2010 |
| ---- |
| 3    |

## Топографические карты
- Лист карты O-40-61 Сепыч. Масштаб: 1 : 100 000. Издание 1989 г.